# Гран-при Канады 2011 года
Гран-при Канады 2011 года (официально Formula 1 Grand Prix du Canada 2011) — автогонка чемпионата мира «Формулы-1», которая прошла 12 июня на Автодроме имени Жиля Вильнёва, Монреаль, Канада. Это была седьмая гонка сезона 2011 Формулы-1.

## Свободные заезды
| Сессия | № | Лидер             | Конструктор      | Ш | Время    | Погода         | Воздух °C | Трасса °C |
| ------ | - | ----------------- | ---------------- | - | -------- | -------------- | --------- | --------- |
| 1      | 8 | Нико Росберг      | Mercedes         | P | 1:15,591 | Солнечно, сухо | +17…19    | +28…33    |
| 2      | 5 | Фернандо Алонсо   | Ferrari          | P | 1:15,107 | Солнечно, сухо | +23…24    | +41…42    |
| 3      | 1 | Себастьян Феттель | Red Bull-Renault | P | 1:13,381 | Облачно, сухо  | +22…23    | +26…27    |

## Квалификация
| Место                  | №  | Гонщик            | Конструктор          | Часть 1  | Часть 2  | Часть 3  | Старт |
| ---------------------- | -- | ----------------- | -------------------- | -------- | -------- | -------- | ----- |
| 1                      | 1  | Себастьян Феттель | Red Bull-Renault     | 1:14,011 | 1:13,486 | 1:13,014 | 1     |
| 2                      | 5  | Фернандо Алонсо   | Ferrari              | 1:13,822 | 1:13,672 | 1:13,199 | 2     |
| 3                      | 6  | Фелипе Масса      | Ferrari              | 1:14,026 | 1:13,431 | 1:13,217 | 3     |
| 4                      | 2  | Марк Уэббер       | Red Bull-Renault     | 1:14,375 | 1:13,654 | 1:13,429 | 4     |
| 5                      | 3  | Льюис Хэмилтон    | McLaren-Mercedes     | 1:14,114 | 1:13,926 | 1:13,565 | 5     |
| 6                      | 8  | Нико Росберг      | Mercedes             | 1:14,920 | 1:13,950 | 1:13,814 | 6     |
| 7                      | 4  | Дженсон Баттон    | McLaren-Mercedes     | 1:14,374 | 1:13,955 | 1:13,838 | 7     |
| 8                      | 7  | Михаэль Шумахер   | Mercedes             | 1:14,970 | 1:14,242 | 1:13,864 | 8     |
| 9                      | 9  | Ник Хайдфельд     | Renault              | 1:15,096 | 1:14,467 | 1:14,062 | 9     |
| 10                     | 10 | Виталий Петров    | Renault              | 1:14,699 | 1:14,354 | 1:14,085 | 10    |
| 11                     | 15 | Пол ди Реста      | Force India-Mercedes | 1:14,874 | 1:14,752 |          | 11    |
| 12                     | 12 | Пастор Мальдонадо | Williams-Cosworth    | 1:15,585 | 1:15,043 |          | 12    |
| 13                     | 16 | Камуи Кобаяси     | Sauber-Ferrari       | 1:15,694 | 1:15,285 |          | 13    |
| 14                     | 14 | Адриан Сутиль     | Force India-Mercedes | 1:14,931 | 1:15,287 |          | 14    |
| 15                     | 18 | Себастьен Буэми   | Toro Rosso-Ferrari   | 1:15,901 | 1:15,334 |          | 15    |
| 16                     | 11 | Рубенс Баррикелло | Williams-Cosworth    | 1:15,331 | 1:15,361 |          | 16    |
| 17                     | 17 | Педро де ла Роса  | Sauber-Ferrari       | 1:16,229 | 1:15,587 |          | 17    |
| 18                     | 19 | Хайме Альгерсуари | Toro Rosso-Ferrari   | 1:16,294 |          |          | 18    |
| 19                     | 21 | Ярно Трулли       | Lotus-Renault        | 1:16,745 |          |          | 19    |
| 20                     | 20 | Хейкки Ковалайнен | Lotus-Renault        | 1:16,786 |          |          | 20    |
| 21                     | 23 | Витантонио Льюцци | HRT-Cosworth         | 1:18,424 |          |          | 21    |
| 22                     | 24 | Тимо Глок         | Virgin-Cosworth      | 1:18,537 |          |          | 22    |
| 23                     | 22 | Нараин Картикеян  | HRT-Cosworth         | 1:18,574 |          |          | 23    |
| 107 % лидера: 1:18,989 |    |                   |                      |          |          |          |       |
|                        | 25 | Жером Д'Амброзио  | Virgin-Cosworth      | 1:19,414 |          |          | 24    |

1. ↑  Жером Д'Амброзио допущен к старту гонки по решению стюардов

## Гонка
Гонка выдалась богатой на всевозможные события — пять появлений машины безопасности, гоночные инциденты, аварии, использование фотофиниша и т. д.
Незадолго до начала гонки над трассой прошёл сильный дождь, в результате чего трасса стала очень влажной. Было принято решение стартовать за машиной безопасности. После 5 кругов машина безопасности свернула в боксы и был объявлен рестарт. И уже в первом повороте Льюис Хэмилтон в борьбе за позицию вытолкнул Марка Уэббера, в результате чего они оба потеряли несколько позиций. Кругом позже Хэмилтон на прямой старт-финиш сломал подвеску в борьбе с Дженсоном Баттоном. Сломанная машина Льюиса осталась на трассе, в результате чего судьи ещё раз выпустили машину безопасности. Баттон тем временем заехал в боксы чтобы сменить резину на промежуточную, однако превысил скорость на пит-лейн, за что и был позже оштрафован проездом через боксы. Эти происшествия отбросили Баттона в конец пелотона.
После нового рестарта Феттель сумел оторваться от шедшего вторым Алонсо. Тем временем Баттон, благодаря смене резины, был на несколько секунд быстрее своих конкурентов и отыгрывал по 2-3 позиции на круге. Вскоре примеру Баттона последовали и другие гонщики — Баррикелло, Шумахер, Сутиль и т. д. Однако через несколько кругов начался сильный ливень и всем этим гонщикам ещё раз пришлось ехать в боксы чтобы поставить дождевую резину.
Ливень был недолгим, но вскоре начался ещё один, и на трассе в третий раз появилась машина безопасности. Ввиду того, что дождь не прекращался и видимость была очень плохой, дирекцией гонки было принято решение об остановке гонки. На момент остановки первая десятка выглядела так: Феттель — Кобаяси — Масса — Хайдфельд — Петров — ди Реста — Уэббер — Алонсо — де ла Роса — Баттон
Спустя 2 часа гонку возобновили за машиной безопасности. Во время рестарта машина Ковалайнена потеряла скорость из-за проблемы с ведущим валом и финн выбыл из гонки. Тем временем Д’Амброзио сменил резину на промежуточную, но сделал это под машиной безопасности и был наказан проездом по пит-лейну, так как дирекция гонки обязала использовать дождевую резину во время рестарта. Спустя 10 кругов машина безопасности свернула в боксы, борьба возобновилась и Масса сразу же атаковал Кобаяси, но японец хорошо оборонялся и Масса не смог обогнать его, так как вне траектории асфальт был очень мокрый. Тем временем трасса подсыхала и гонщики отправились в боксы за промежуточной резиной.
На 37-м круге Алонсо и Баттон столкнулись в одном из поворотов, в результате чего машину Алонсо развернуло, она застряла на поребрике и испанец выбыл из гонки. На трассе опять (в четвёртый раз) появилась машина безопасности, а Баттон поехал в боксы менять пробитое при столкновении левое переднее колесо, вернувшись на трассу последним — на 21-й позиции. На момент появления машины безопасности первая десятка выглядела так: Феттель — Кобаяси — Масса — Хайдфельд — ди Реста — Уэббер — Шумахер — Петров — Росберг — Сутиль.
На 41-м круге был объявлен очередной рестарт. Феттель уверенно оторвался от Кобаяси и Массы. В середине пелотона Хайдфельд и ди Реста столкнулись и ди Ресте пришлось ехать в боксы для замены носового обтекателя. Десятью кругами позже Кобаяси допустил ошибку на торможении перед девятым поворотом и Масса его атаковал, но этим сражением воспользовался накативший сзади Михаэль Шумахер и прошёл их обоих, сразу после чего Масса обошёл Кобаяси. Вскоре большинство гонщиков, среди которых были Феттель, Масса, Шумахер, Петров и Уэббер, перешли на слики супер-софт. Сразу после пит-стопа Масса, обгоняя на круг HRT 111 Нараина Картикеяна, съехал с подсохшей траектории на мокрый участок трассы, потерял машину на прямой и сломал носовой обтекатель о барьер. В результате ему снова пришлось ехать в боксы.
На 56-м круге в третьем повороте Хайдфельд догнал Кобаяси, произошёл контакт машин и Хайдфельд сломал переднее антикрыло. На следовавшей за поворотом прямой поврежденное переднее антикрыло на машине Ника полностью оторвалось и попало под днище, после чего машина касаясь стен пролетела по прямой в зону безопасности, чудом избежав серьёзных ударов. Трасса была усыпана обломками от Рено Хайдфельда и на трассу в пятый раз выпустили машину безопасности. Первая десятка на этот момент: Феттель — Шумахер — Уэббер — Баттон — Кобаяси — Петров — Баррикелло — Альгерсуари — Росберг — Мальдонадо.
Через 5 кругов, когда машина безопасности уехала, гонщики возобновили борьбу. Феттель оторвался от Шумахера, которого в свою очередь прессинговали Уэббер и Баттон. В попытках обогнать Михаэля Марк ошибся в последнем повороте и Дженсон прошёл его. Вскоре британец без труда обошёл Шумахера и отправился в погоню за Феттелем, оторвавшимся почти на четыре секунды. На 68-м круге Шумахер уступил место Уэбберу в борьбе за 3 место.
На последних 2-х кругах Баттон и Феттель обменивались быстрыми кругами. Вскоре между Дженсоном и Себастьяном разница стала меньше секунды, и Дженсон использовал подвижный элемент заднего антикрыла, пытаясь обогнать немца. И уже на последнем круге, в шестом повороте, под прессингом Баттона Феттель ошибается на торможении, Баттон прошёл его и выиграл гонку.
В итоге Баттон первый (несмотря на два столкновения, 6 посещений пит-лейна, одно из которых являлось штрафом «проезд по пит-лейну» и, в итоге, прорыва с последнего места пелетона), Феттель на 2 месте, бронза у Уэббера, сдержавшего позади себя Шумахера. Петров, обогнав Кобаяси, занял 5 место. А уже на финишной черте Масса поравнялся с Кобаяси и опередил его на тысячные доли секунды в борьбе за 6 место. Замкнули очковую зону Альгерсуари(стартовавший с пит-лейна), Баррикелло и Буэми. Далее финишировали Нико Росберг и, отлично проведший гонку Педро де ла Роса, который заменил получившего в Монако травму Серхио Переса. Позади них, также на последнем круге, шла ожесточенная борьба среди аутсайдеров. В итоге места расположились так: 13.Льюцци 14.Глок 15.Картикеян 16.д’Амброзио 17.Трулли. Но после гонки Картикеян получил 20-секундный штраф за срезку шиканы и откатился на 17-е место. Все они отстали от лидера на круг. Сошедший на последних кругах Пол ди Реста, был классифицирован в 3 кругах от лидера.
| Место | С  | №  | Гонщик            | Команда              | Ш | Круги | Время/причина схода | О  |
| ----- | -- | -- | ----------------- | -------------------- | - | ----- | ------------------- | -- |
| 1     | 7  | 4  | Дженсон Баттон    | McLaren-Mercedes     | P | 70    | 4:04:39,537         | 25 |
| 2     | 1  | 1  | Себастьян Феттель | Red Bull-Renault     | P | 70    | +2,709              | 18 |
| 3     | 4  | 2  | Марк Уэббер       | Red Bull-Renault     | P | 70    | +13,828             | 15 |
| 4     | 8  | 7  | Михаэль Шумахер   | Mercedes             | P | 70    | +14,219             | 12 |
| 5     | 10 | 10 | Виталий Петров    | Renault              | P | 70    | +20,395             | 10 |
| 6     | 3  | 6  | Фелипе Масса      | Ferrari              | P | 70    | +33,225             | 8  |
| 7     | 13 | 16 | Камуи Кобаяси     | Sauber-Ferrari       | P | 70    | +33,270             | 6  |
| 8     | 18 | 19 | Хайме Альгерсуари | Toro Rosso-Ferrari   | P | 70    | +35,964             | 4  |
| 9     | 16 | 11 | Рубенс Баррикелло | Williams-Cosworth    | P | 70    | +45,100             | 2  |
| 10    | 15 | 18 | Себастьен Буэми   | Toro Rosso-Ferrari   | P | 70    | +47,000             | 1  |
| 11    | 6  | 8  | Нико Росберг      | Mercedes             | P | 70    | +50,400             |    |
| 12    | 17 | 17 | Педро де ла Роса  | Sauber-Ferrari       | P | 70    | +1:03,600           |    |
| 13    | 21 | 23 | Витантонио Льюцци | HRT-Cosworth         | P | 69    | +1 круг             |    |
| 14    | 24 | 25 | Жером Д’Амброзио  | Virgin-Cosworth      | P | 69    | +1 круг             |    |
| 15    | 22 | 24 | Тимо Глок         | Virgin-Cosworth      | P | 69    | +1 круг             |    |
| 16    | 19 | 21 | Ярно Трулли       | Lotus-Renault        | P | 69    | +1 круг             |    |
| 17    | 23 | 22 | Нараин Картикеян  | HRT-Cosworth         | P | 69    | +1 круг             |    |
| 18    | 11 | 15 | Пол Ди Реста      | Force India-Mercedes | P | 67    | +3 круга            |    |
| Сход  | 12 | 12 | Пастор Мальдонадо | Williams-Cosworth    | P | 62    | Вылет               |    |
| Сход  | 9  | 9  | Ник Хайдфельд     | Renault              | P | 57    | Авария              |    |
| Сход  | 14 | 14 | Адриан Сутиль     | Force India-Mercedes | P | 50    | Авария              |    |
| Сход  | 2  | 5  | Фернандо Алонсо   | Ferrari              | P | 38    | Авария              |    |
| Сход  | 20 | 20 | Хейкки Ковалайнен | Lotus-Renault        | P | 36    | Ведущий вал         |    |
| Сход  | 5  | 3  | Льюис Хэмилтон    | McLaren-Mercedes     | P | 8     | Авария              |    |

## Положение в чемпионате после Гран-при
| Место | +/-  | Гонщик            | Очки |
| ----- | ---- | ----------------- | ---- |
| 1     | ▬    | Себастьян Феттель | 161  |
| 2     | ▲(2) | Дженсон Баттон    | 101  |
| 3     | ▬    | Марк Уэббер       | 94   |
| 4     | ▼(2) | Льюис Хэмилтон    | 85   |
| 5     | ▬    | Фернандо Алонсо   | 69   |

| Место | +/- | Конструктор      | Очки |
| ----- | --- | ---------------- | ---- |
| 1     | ▬   | Red Bull-Renault | 255  |
| 2     | ▬   | McLaren-Mercedes | 186  |
| 3     | ▬   | Ferrari          | 101  |
| 4     | ▬   | Renault          | 60   |
| 5     | ▬   | Mercedes         | 52   |

- Примечание: В обе таблицы включены только 5 позиций.